# Onthophagus decens
Onthophagus decens là một loài bọ cánh cứng trong họ Bọ hung (Scarabaeidae).